# 内格雷多 (瓜达拉哈拉省)
内格雷多，是西班牙卡斯蒂利亚-拉曼恰瓜达拉哈拉省的一个市镇。总面积18平方公里，总人口20人(2004年)，人口密度1人/平方公里。